# Casa Llobeta
Casa Llobeta és una masia situada al municipi de Navès, a la comarca catalana del Solsonès. S'hi troba l'ermita de Sant Iscle i Santa Victòria de Casa Llobeta.